# Топкапы-Улубатлы (станция метро)
Топкапы-Улубатлы (тур. Topkapı-Ulubatlı) — станция линии М1 Стамбульского метрополитена. Открыта 3 сентября 1989 года на участке Aksaray-Kocatepe. Расположена на границе района Фатих. С линии можно пересесть на линию скоростного трамвая Т4.

## Схема станции
|                     | Береговая платформа                                                |
| Путь 2              | ← в сторону станции Atatürk Havalimanı ← в сторону станции Kirazlı |
| Путь 1              | в сторону станции Yenikapı → в сторону станции Yenikapı →          |
| Береговая платформа |                                                                    |